# 春 (樂曲)
《春》，盧亮輝所寫的一首國樂合奏曲。其旋律和靈感最早產生於大學時代，樂曲完成於1979年1月26日，樂曲表現對春天的讚頌和對未來的希望。
全曲共分為3部分：第一部分主題是「春晨」，先由胡琴以弱漸強的顫弓表現春天早晨破曉的情景，接者經過古箏、揚琴的仿流水的演奏，帶入樂曲慢版旋律的主題，描寫春天的情緻。第二部分主題「春遊」，為小快版，曲式為迴旋曲式，旋律生動活潑，並以笛子模仿鳥鳴聲，表現遊人在春天至野外遊玩的情景。第三部分「春頌」，前段小快版的旋律逐漸加強熱烈，最後轉入廣板，再現第一部分的主題旋律但更為氣勢宏大，表達對於春天的歌頌，並展現對未來的希望。
目前春的錄音有台北市立國樂團、高市市立國樂團（雨果唱片），以及中國歌劇舞劇院民族管弦樂團的版本（黃鐘唱片）。